# Feels Like I’m Falling in Love
«Feels Like I’m Falling in Love»—en español: «Siento como si me estoy enamorando»—(estilizado en minúsculas, todo junto) es una canción de la banda de rock británica Coldplay, lanzado como sencillo principal el 21 de junio de 2024 y como sencillo de su disco Moon Music el 4 de octubre a través de Parlophone Records en Reino Unido y Atlantic Records en Estados Unidos.

## Letra
Feels like I’m falling in love habla de las sensaciones que experimenta una persona al comenzar una relación sentimental con alguien. 

## Antecedentes y composición
El 13 de junio, la banda anunció a través de sus perfiles de redes sociales que la canción se lanzará el 21 de junio.La canción fue escrita por los miembros de la banda y producida por Max Martin, Oscar Holter, Bill Rahko, Daniel Green y Michael Ilbert. También muestra "Funeral Singers", interpretado por Sylvan Esso y escrito por Tim Rutili.

## Recepción crítica
"feelslikeimfallinginlove" recibió críticas generalmente positivas de críticos de música.Andrew Unterberger de Billboard describió la canción como "Coldplay generalmente haciendo lo que mejor hacen: canciones de amor con versos malhumorados y coros sangrientos que puedes recordar después de una sola escucha"
Chris DeVille de Stereogum comentó que "A pesar de la participación de una mente maestra pop como Max Martin, quien también trabajó en la mentalidad cruzada de 2021 Music of the Spheres, parece un poco más a Coldplay imperial de mediados de la década de 2000 con un poco más de brillo".Escribiendo para Uproxx, Derrick Rossignol elogió la pista como "un número exuberante y edificante".
En agosto de 2024, la canción fue nominada para El mejor vídeo de rock y Vídeo para el bien en el MTV Video Music Awards.

## Vídeos musicales
El vídeo musical de "feelslikeimfallinginlove" fue grabado en el Odeón de Herodes Atticus en Atenas, Grecia.Las publicaciones locales afirmaron que tenía un presupuesto de 3 millones de euros, clasificándose entre los vídeos musicales más caros de todos los tiempos.
Las imágenes fueron dirigidas por Ben Mor y publicadas el 1 de julio de 2024. Incluyó a Natasha Ofili y el Coro de Manos Blancas uniéndose a Coldplay para interpretar la canción en lenguaje de señas americano.Julio se celebra como Mes del Orgullo de la Discapacidad.
Un vídeo lírico animado producido por 15 artistas diferentes salió el 22 de julio.La canción Zerb remix también tiene un vídeo, filmado en las calles de Helsinki y lanzado el 2 de agosto.

## Actuaciones en vivo
El 16 de junio, durante el Music of the Spheres World Tour en Budapest, la banda interpretó "feelslikeimfallinginlove" por primera vez en público.La banda también interpretó la canción en el Festival de Glastonbury en Pilton, Somerset el 29 de junio de 2024.

## Listado de pistas
Sencillo digital
1. "Feels Like I'm Falling in Love" – 3:57

Digital (Zerb x Coldplay)
1. "Feels Like I'm Falling in Love" (Zerb x Coldplay) – 3:56

## Personal
- Chris Martin - vocalista, teclados y guitarra acústica [19]
- Jonny Buckland - guitarra [20]
- Will Champion - batería, coros y percusión
- Guy Berryman - bajo

## Posicionamientos en lista

### Semanales
| Listas (2024)                                 | mejor posición |
| --------------------------------------------- | -------------- |
| Argentina (Argentina Hot 100)                 | 94             |
| Argentina Airplay (Monitor Latino)            | 7              |
| Australia (ARIA)                              | 54             |
| Austria (Ö3 Austria Top 40)                   | 3              |
| Bélgica (Flandes) (Ultratop 50)               | 6              |
| Bélgica (Valonia) (Ultratop 50)               | 6              |
| Bolivia (Monitor Latino)                      | 8              |
| Canadá (Canadian Hot 100)                     | 82             |
| Canadá (CHR/Top 40)                           | 36             |
| España (Top 100 Canciones)                    | 82             |
| Canadá (Hot AC)                               | 21             |
| CEI (Tophit)                                  | 50             |
| Croatia (HRT)                                 | 2              |
| República Checa (Rádio Top 100)               | 1              |
| Estonia Airplay (TopHit)                      | 5              |
| Finlandia (OFC)                               | 34             |
| France (SNEP)                                 | 66             |
| Alemania (Offizielle Deutsche Charts)         | 31             |
| Global 200 (Billboard)                        | 57             |
| Greece International (IFPI)                   | 23             |
| Iceland (Tónlistinn)                          | 28             |
| Irlanda (IRMA)                                | 17             |
| Italy (FIMI)                                  | 80             |
| Japan Hot Overseas (Billboard Japan)          | 2              |
| Latvia Airplay (LAIPA)                        | 1              |
| Lebanon (Lebanese Top 20)                     | 3              |
| Lithuania Airplay (TopHit)                    | 10             |
| Países Bajos (Dutch Top 40)                   | 12             |
| Países Bajos (Mega Single Top 100)            | 35             |
| New Zealand Hot Singles (RMNZ)                | 7              |
| New Zealand Hot Singles (RMNZ) Zerb Remix     | 20             |
| Norway (VG-lista)                             | 36             |
| Poland (Polish Airplay Top 100)               | 15             |
| Portugal (AFP)                                | 83             |
| Romania Airplay (TopHit)                      | 69             |
| San Marino (SMRRTV Top 50)                    | 2              |
| South Korea BGM (Circle)                      | 70             |
| South Korea Download (Circle)                 | 87             |
| Suiza (Schweizer Hitparade)                   | 26             |
| Turkey (Radiomonitor Türkiye)                 | 5              |
| Reino Unido (UK Singles Chart)                | 16             |
| Estados Unidos (Billboard Hot 100)            | 81             |
| Estados Unidos (Adult Contemporary)           | 28             |
| Estados Unidos (Adult Top 40)                 | 10             |
| Estados Unidos (Hot Rock & Alternative Songs) | 12             |
| Estados Unidos (Mainstream Top 40)            | 26             |
| Venezuela (Record Report)                     | 43             |

### Mensuales
| Listas (2024)                    | Posición |  |
| -------------------------------- | -------- |  |
| CIS Airplay (TopHit)             | 55       |  |
| Czech Republic (Rádio – Top 100) | 7        |  |
| Estonia Airplay (TopHit)         | 7        |  |
| Lithuania Airplay (TopHit)       | 11       |  |
| Slovakia (Rádio – Top 100)       | 18       |  |

## Gráficos

### Gráficos semanales
| Gráfico (2024)                                | mejor posición |
| --------------------------------------------- | -------------- |
| Argentina (Argentina Hot 100)                 | 94             |
| Argentina Airplay (Monitor Latino)            | 7              |
| Australia (ARIA)                              | 54             |
| Austria (Ö3 Austria Top 40)                   | 3              |
| Bélgica (Flandes) (Ultratop 50)               | 6              |
| Bélgica (Valonia) (Ultratop 50)               | 6              |
| Bolivia (Monitor Latino)                      | 8              |
| Canadá (Canadian Hot 100)                     | 82             |
| Canadá (CHR/Top 40)                           | 36             |
| Canadá (Hot AC)                               | 21             |
| CEI (Tophit)                                  | 50             |
| Croatia (HRT)                                 | 2              |
| República Checa (Rádio Top 100)               | 1              |
| Estonia Airplay (TopHit)                      | 5              |
| Finlandia (OFC)                               | 34             |
| France (SNEP)                                 | 66             |
| Alemania (Offizielle Deutsche Charts)         | 31             |
| Global 200 (Billboard)                        | 57             |
| Greece International (IFPI)                   | 23             |
| Iceland (Tónlistinn)                          | 28             |
| Irlanda (IRMA)                                | 17             |
| Italy (FIMI)                                  | 80             |
| Japan Hot Overseas (Billboard Japan)          | 2              |
| Latvia Airplay (LAIPA)                        | 1              |
| Lebanon (Lebanese Top 20)                     | 3              |
| Lithuania Airplay (TopHit)                    | 10             |
| Países Bajos (Dutch Top 40)                   | 12             |
| Países Bajos (Mega Single Top 100)            | 35             |
| New Zealand Hot Singles (RMNZ)                | 7              |
| New Zealand Hot Singles (RMNZ) Zerb Remix     | 20             |
| Norway (VG-lista)                             | 36             |
| Poland (Polish Airplay Top 100)               | 15             |
| Portugal (AFP)                                | 83             |
| Romania Airplay (TopHit)                      | 69             |
| San Marino (SMRRTV Top 50)                    | 2              |
| South Korea BGM (Circle)                      | 70             |
| South Korea Download (Circle)                 | 87             |
| Suiza (Schweizer Hitparade)                   | 26             |
| Turkey (Radiomonitor Türkiye)                 | 5              |
| Reino Unido (UK Singles Chart)                | 16             |
| Estados Unidos (Billboard Hot 100)            | 81             |
| Estados Unidos (Adult Contemporary)           | 28             |
| Estados Unidos (Adult Top 40)                 | 10             |
| Estados Unidos (Hot Rock & Alternative Songs) | 12             |
| Estados Unidos (Mainstream Top 40)            | 26             |
| Venezuela (Record Report)                     | 43             |

|

### Gráficos mensuales
| Gráfico (2024)                   | Position |  |
| -------------------------------- | -------- |  |
| CIS Airplay (TopHit)             | 55       |  |
| Czech Republic (Rádio – Top 100) | 7        |  |
| Estonia Airplay (TopHit)         | 7        |  |
| Lithuania Airplay (TopHit)       | 11       |  |
| Slovakia (Rádio – Top 100)       | 18       |  |

## Historial de lanzamiento
| País    | Fecha               | Formato   | Versión         | Etiqueta   | Ref.   |
| ------- | ------------------- | --------- | --------------- | ---------- | ------ |
| Various | 21 de junio de 2024 | streaming | Original        | Parlophone | [ 73 ] |
| Various | 2 de agosto de 2024 | streaming | Zerb x Coldplay | Parlophone | [ 74 ] |
| Italia  | 21 de junio de 2024 | Radio     | Original        | Warner     | [ 75 ] |